# Anno Domini

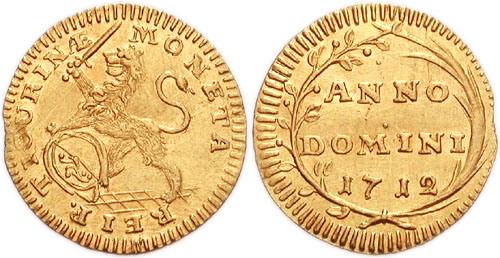
Schweizer Goldmünze mit der Inschrift Anno Domini 1712 auf der Rückseite

Die Bezeichnung Anno Domini, abgekürzt A. D. – von lateinisch anno Domini für „im Jahre des Herrn“, vom lateinischen vollständigen Ausdruck anno Domini nostri Iesu Christi, „im Jahre unseres Herrn Jesus Christus“ – kennzeichnet die Jahreszählung der christlichen Zeitrechnung, gezählt ab dem Jahr der Geburt Jesu Christi. Inhaltlich ähnliche Ausdrücke sind Anno Salutis („im Jahr des Heils“) oder Anno orbis redempti (abgekürzt A.O.R.).

## Anwendung
Die Abkürzung wird dabei der Jahreszahl vorangestellt, etwa „A.D. 1981“. Die christliche Zeitrechnung kennt kein Jahr null. Das erste „Jahr des Herrn“ beginnt somit im Jahr der Geburt Jesu.

Im Gegenzug bezeichnet ante Christum natum – abgekürzt a. Chr. n., teils auch AC – die Zählung vor Christi Geburt, aber im Deutschen ist v. Chr. viel gebräuchlicher. Auch in englischen Zeitangaben findet man AD als Abkürzung mit gleicher Bedeutung. Analog wird auch CE für Common Era, Current Era (gegenwärtige Ära) oder Christian Era (christliche Ära) verwendet. (BC für Before Christ oder analog BCE für Before Common Era ist dann gleichbedeutend mit unserem AC oder vor Christi Geburt.)

## Redewendungen
Die Fügungen Anno dazumal und Anno dunnemals sind scherzhafte Ausschreibungen von Anno Domini mit der Bedeutung „damals“, „in vergangener Zeit“. Ähnliche Ausdrücke sind Anno Schnee (von Anno salutis abgeleitet) oder zu Olims Zeiten.
Dagegen bezeichnet der Ausdruck Anno Tobak etwas Veraltetes, z. B. Dein Hut ist ja noch Anno Tobak.

## Geschichte
Die Zeitrechnung „im Jahre des Herrn“ geht auf einen Vorschlag des Mönchs Dionysius Exiguus im Jahr 525 zurück. Davor hatten christliche Schreiber die Jahresangaben „seit Erschaffung der Welt“ Annus Mundi gesetzt, was in der Byzantinischen Ära 5510 Jahre vor Christi Geburt lag. In der lateinischen Kirche setzte sich die Zeitrechnung ab dem 7. Jahrhundert durch, wurde ab der Historia ecclesiastica gentis Anglorum von 731 zur üblichen Jahresangabe in Westeuropa, und rückte ins Bewusstsein des Volkes mit der Kaiserkrönung Karls des Großen zu Weihnachten 800.
Im byzantinischen Reich wurde die alte Zählung „Anno Mundi“ weitergeführt und war auch noch nach der Eroberung von Konstantinopel (1453) im russischen Exil in Gebrauch. Die Verbreitung der neuen Zählung „Anno Domini“ stützt sich auf die zunehmende Blockierung des Ostasienhandels bis 1500, die zur Finanzierung von Expeditionen und damit in das Zeitalter der Entdeckungen führten. Die westeuropäischen Reiche gründeten weltweit Handelsstützpunkte und Kolonien, in denen die Zeitrechnung zur Basis von Aufzeichnungen und Verträgen wurde. Die sich herausbildende Weltwirtschaft übernahm die Jahreszählung und ersetzte sie später durch Bezeichnungen ohne christlichen Bezug, insbesondere „unserer Zeitrechnung“ und „vor unserer Zeitrechnung“.